# Amonet
Amonet o Amunet "la diosa del misterio", es una deidad primordial y protectora del misterio en la mitología egipcia; siendo la diosa que personifica el viento del norte, el que trae la vida.

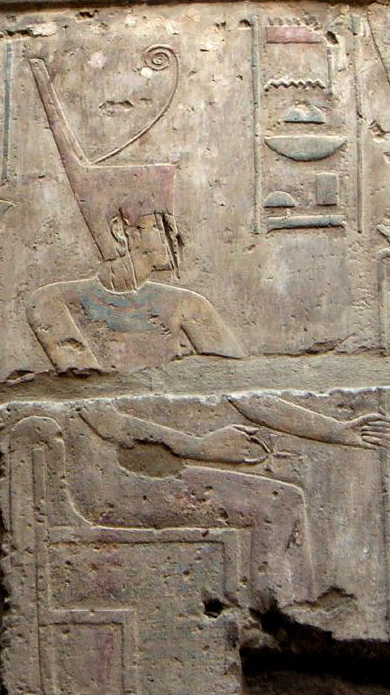
Relieve de Amonet en el templo de Luxor.

Nombre egipcio: Amenet. Nombre helenizado: Amonet.

## Iconografía
Se la representó como serpiente, o mujer con cabeza de serpiente, tocada con la corona Roja del Bajo Egipto en Tebas, y bajo la apariencia de una mujer con cabeza de rana en Hermópolis. También como una vaca. 

## Epítetos
Es denominada "la Oculta", y "la madre que es padre".

## Culto
Su culto ascendió durante el Imperio Medio y se afianza en el Imperio Nuevo. Fue venerada en Hermópolis, también en Karnak, junto a Amón y Mut y en el templo de Luxor bajo la forma de Opet; en Deir el-Hagar como pareja de Amón. Tuvo sacerdotes para su culto específico ya en la Dinastía XVIII, los profetas de Amonet.
| i | mn&n&t | B1 |

| i | mn&n&t | B1 |